# Scott Moldenhauer
Scott Moldenhauer (né le 9 mai 1994 à Flint, dans l'état du Michigan aux États-Unis) est un joueur professionnel américain de hockey sur glace.

## Carrière en club
En 2012, il commence sa carrière avec les RoughRiders de Cedar Rapids dans la USHL. Il passe professionnel avec les Oilers de Tulsa dans la ECHL en 2017.

## Statistiques
| Saison    | Équipe                      | Ligue |    | Saison régulière | Saison régulière | Saison régulière | Saison régulière | Saison régulière |   | Séries éliminatoires | Séries éliminatoires | Séries éliminatoires | Séries éliminatoires | Séries éliminatoires |
| Saison    | Équipe                      | Ligue | PJ | B                | A                | Pts              | Pun              | PJ               | B | A                    | Pts                  | Pun                  |                      |                      |
| 2012-2013 | RoughRiders de Cedar Rapids | USHL  | 62 | 3                | 10               | 13               | 108              | -                | - | -                    | -                    | -                    |                      |                      |
| 2013-2014 | RoughRiders de Cedar Rapids | USHL  | 46 | 1                | 4                | 5                | 68               | 4                | 0 | 1                    | 1                    | 6                    |                      |                      |
| 2014-2015 | Broncos de Western Michigan | NCHC  | 37 | 0                | 4                | 4                | 12               | -                | - | -                    | -                    | -                    |                      |                      |
| 2015-2016 | Broncos de Western Michigan | NCHC  | 35 | 2                | 1                | 3                | 37               | -                | - | -                    | -                    | -                    |                      |                      |
| 2016-2017 | Broncos de Western Michigan | NCHC  | 36 | 4                | 12               | 16               | 22               | -                | - | -                    | -                    | -                    |                      |                      |
| 2017-2018 | Broncos de Western Michigan | NCHC  | 32 | 1                | 9                | 10               | 30               | -                | - | -                    | -                    | -                    |                      |                      |
| 2017-2018 | Oilers de Tulsa             | ECHL  | 26 | 0                | 10               | 10               | 22               | 20               | 0 | 4                    | 4                    | 10                   |                      |                      |
| 2018-2019 | Gulls de San Diego          | LAH   | 14 | 0                | 1                | 1                | 4                | -                | - | -                    | -                    | -                    |                      |                      |
| 2019-2020 | Gulls de San Diego          | LAH   | 37 | 0                | 4                | 4                | 21               | -                | - | -                    | -                    | -                    |                      |                      |